# Штајнберг ам Зе
Штајнберг ам Зе (њем. Steinberg am See) општина је у њемачкој савезној држави Баварска. Једно је од 33 општинска средишта округа Швандорф. Према процјени из 2010. у општини је живјело 1.830 становника. Посједује регионалну шифру (AGS) 9376168.

## Географски и демографски подаци
Штајнберг ам Зе се налази у савезној држави Баварска у округу Швандорф. Општина се налази на надморској висини од 372 метра. Површина општине износи 20,2 km². У самом мјесту је, према процјени из 2010. године, живјело 1.830 становника. Просјечна густина становништва износи 91 становника/km².